# Xiaomi Pocophone F1

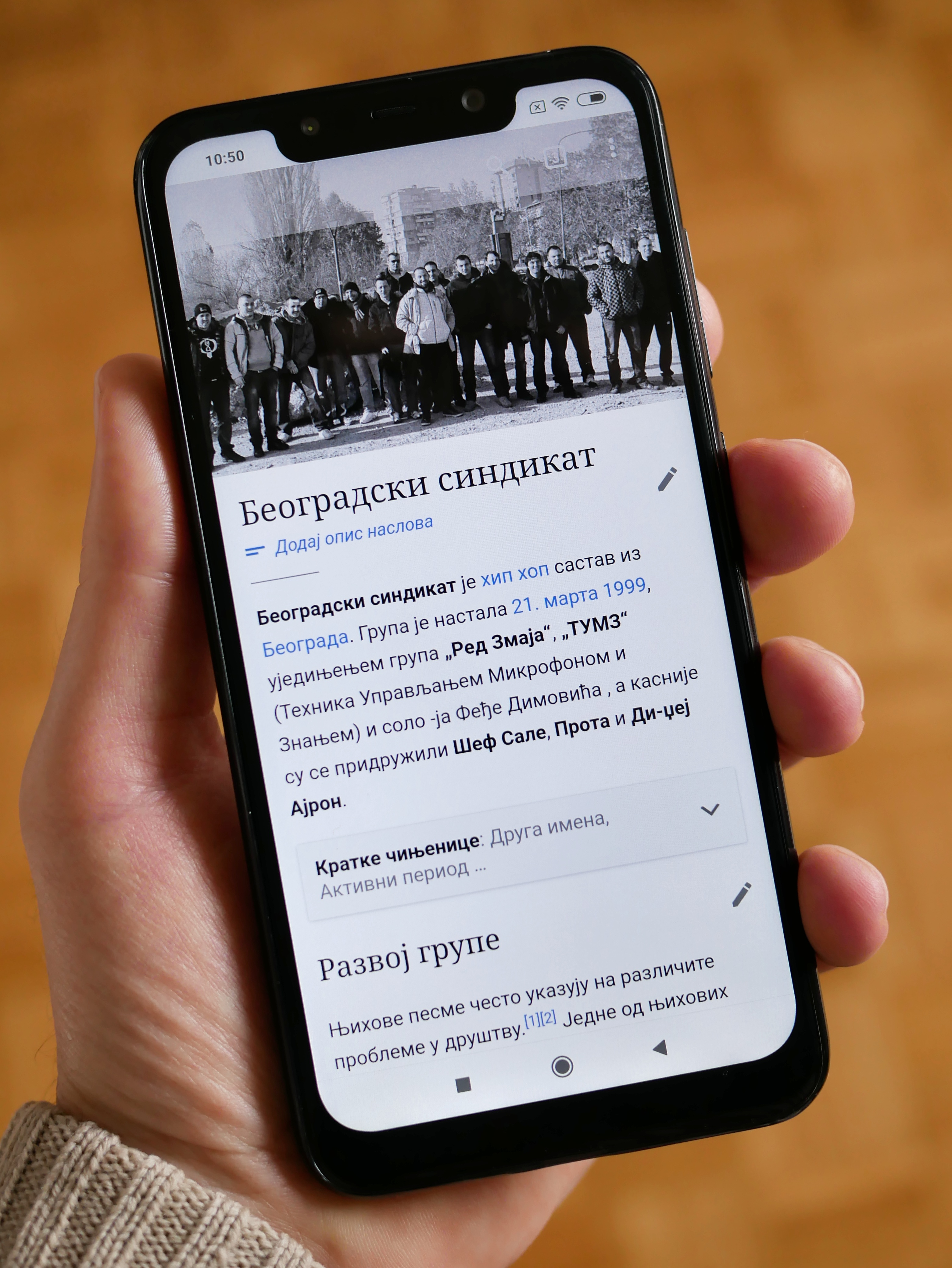
Xiaomi Pocophone F1

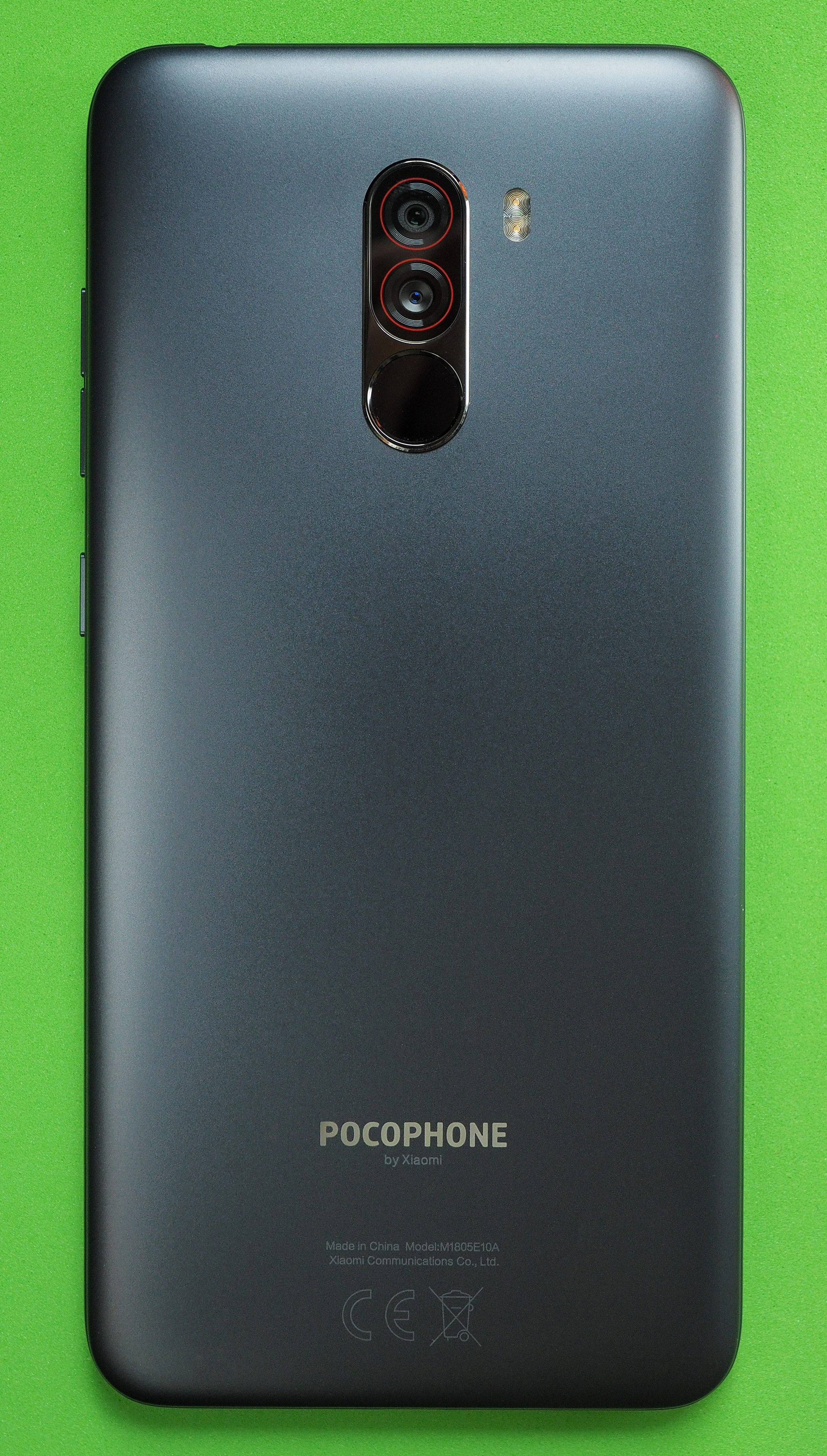
Retro del Xiaomi Pocophone F1

Lo Xiaomi Pocophone F1 (Xiaomi Poco F1 in India) è un telefono cellulare sviluppato da Xiaomi Inc, e annunciato il 22 agosto 2018 a Nuova Delhi, India..
Fa parte di una nuova linea di telefoni di fascia media ma con specifiche tecniche di fascia alta e ad un prezzo più basso dei suoi "avversari" commerciali.
Il dispositivo è distribuito in tutto il mondo.